# Wasserburg Klemme
Die Wasserburg Klemme ist eine abgegangene Niederungsburg in der Eisenacher Altstadt, die über einen Zeitraum von etwa 600 Jahren bestand. Sie war Zwingburg, später Amtssitz und Jagdzeughaus und zuletzt Garnison.

## Geschichte

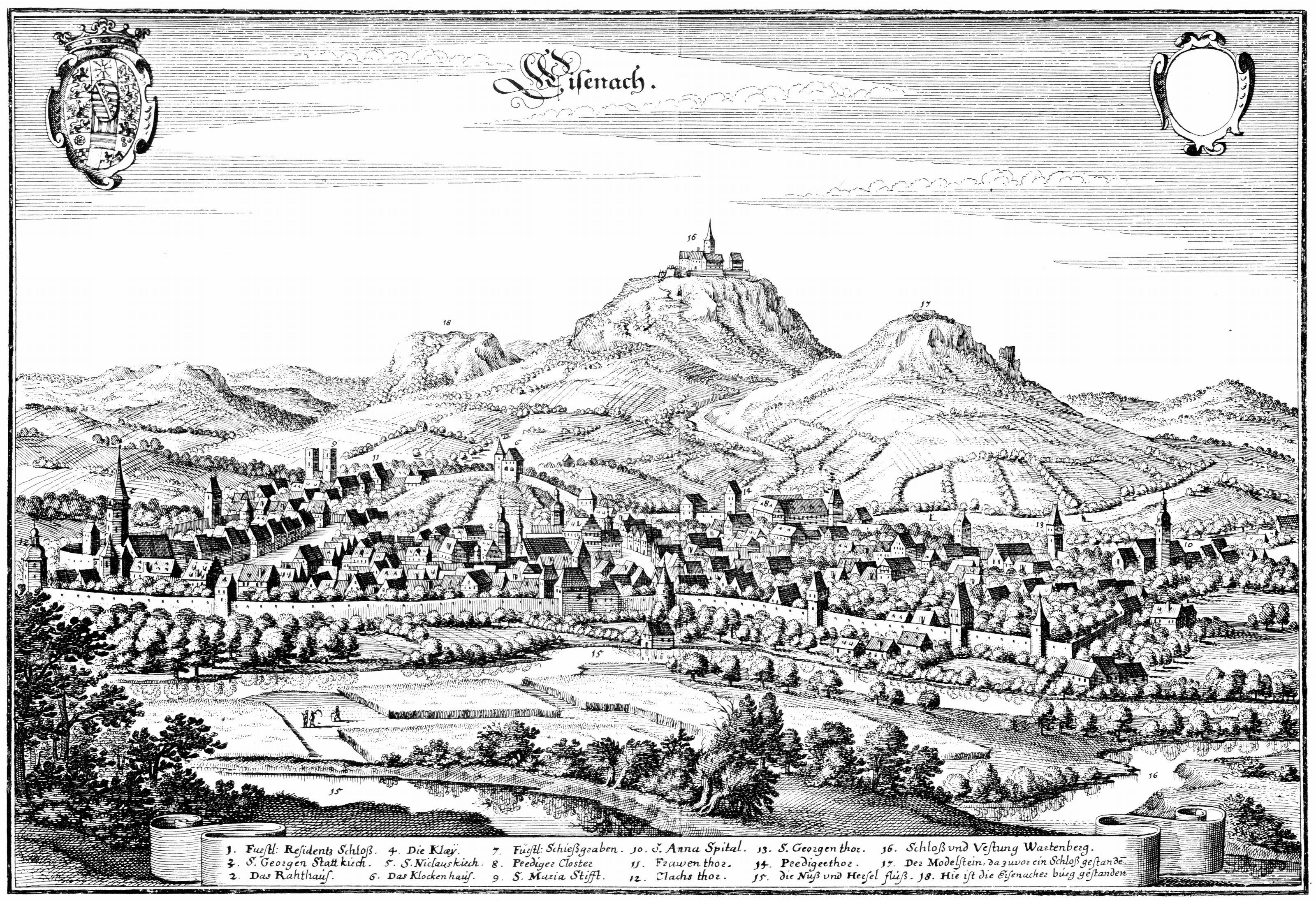
Eisenach um 1647 (Merian-Top.)

### Erbauung als Zwingburg gegen die Eisenacher Bürger
Unter dem Straßenpflaster und den angrenzenden Gebäuden des Eisenacher Theaterplatzes stößt man gelegentlich auf die letzten Spuren einer Mitte des 13. Jahrhunderts am Nordrand der Eisenacher Altstadt errichteten Niederungsburg, welche in den älteren Überlieferungen als sloß ysenach oder castrum Clemme, später verkürzt in Cley, Klei oder Klemme bezeichnet wird. Als Erbauer der ursprünglichen Befestigung wurden Sophie von Brabant oder ihr Gegner Markgraf Heinrich von Meißen, in den Chroniken widersprüchlich überliefert, der ursprüngliche Zweck blieb dabei unstrittig: Die Burg war stets als militärische Anlage eine offene Drohung und Machtsymbol gegenüber der Eisenacher Stadtbevölkerung. In die Nordseite der Stadtbefestigung eingefügt, ermöglichte dieser Brückenkopf einen separaten Zugang in die Stadt, zugleich kontrollierte die Burg alle von Norden in die Stadt führenden Straßen und konnte so im Bedarfsfall, im Zusammenspiel mit der Wartburg (zuständig für die südwärts orientierten Straßen) die Stadt in die Klemme nehmen. Dieser Umstand wurde rasch zum bevorzugten Beinamen der Burg und wurde von den Eisenacher Chronisten beibehalten.
So berichtet der Eisenacher Stadtchronist Johannes Rothe im Zusammenhang mit dem Wettinischen Hauskrieg,  ... damals haben die Eisenacher Bürger im Jahre 1306 die Clemda gekauft und zerstörten sie als verhasstes Symbol einer fremden Herrschaft...  Um freies Schussfeld zu behalten durfte das stadtseitig angrenzende Areal der Burg auf Bogenschussweite nicht bebaut werden. Dieses allerdings auch stark hochwassergefährdete innerstädtische Gelände wurde erst im 18. Jahrhundert mit der Anlage der Sophienstraße aufgesiedelt.

### Landgräflicher Amtssitz
Infolge des verlorenen Krieges von den unterlegenen Eisenacher Bürgern ab 1308 als Buße wieder aufgebaut, diente die Anlage bald auch als ein Amtssitz des sich entwickelnden wettinischen Verwaltungsapparates. Die Besatzung der Burg wurde im 14. Jahrhundert vom Landadel gestellt, namentlich sind als Burgmannen und Amtmänner überliefert: Wetzel von Stein, Hermann von Buchenau, Dietrich von Witzleben, Johann Trott, ein Ritter Schindekop. Diese hatten jedoch kein Wohnrecht in der Burg, nutzten in der Stadt und auf den Dörfern gelegene Burggüter. 1440 werden noch erwähnt Fritz von Frimar und Heinrich von Bischofsrode, welche dann auch in der Burg wohnten. Das Amt Clemda umfasste hierbei einen als Streubesitz anzusprechenden Bestand an Orten und Rechten, der überwiegend im nördlichen Umland von Eisenach lag.

### Stadtgefängnis
1502 erwarb der Eisenacher Stadtrat den bereits baufälligen Turm und angrenzende Teile der Burg um sie als zusätzliches Stadtgefängnis nutzen zu können. Während des Bauernkrieges 1525 waren in der Klemme und anderen gesicherten Orten in Eisenach die inhaftierten Anführer des Werrahaufens eingekerkert, welche am 10. Mai 1525 auf dem Marktplatz exekutiert wurden. Als Burgmannen saßen im späten 16. Jahrhundert Kaspar und Johann Ernst von Teutleben in der Burg, die mit dem Eisenacher Stadtrat und der kirchlichen Obrigkeit später in einen heftigen Streit gerieten, weil sie verbannten Anhängern des Jenaer Theologen Matthias Flacius in den Mauern der Burg ein Asyl gewährten. 1609 erwarb die Familie von Teutleben die bereits baufällige Burg Klemme sowie die Klosterruine im Johannistal.

### Jagd- und Zeughaus
Nach weiteren Besitzwechseln erwarb Herzog Johann Ernst die Klemme zurück, denn er benötigt die Immobilie als Bauplatz für ein geplantes Lust- und Jagdschloss; unmittelbar vor dem Stadtgraben entstand in diesem Zusammenhang die Rennbahn (für Pferderennen) und der Clemdagarten, dies war ein barocker Park und Lustgarten. Die Baumaßnahmen blieben jedoch noch auf das nötigste beschränkt, die um 1650 datierte Eisenacher Stadtansicht nach Merian zeigt die Klemme noch immer als mittelalterlich geprägten Wehrbau mit Türmen und Mauern.

### Gutswirtschaft, Marstall und städtisches Kriminalamt
1641 gelangte die Klemme als Geschenk an die Herzogin Dorothea, Gemahlin des Eisenacher Herzogs Johann Georg I., welche eine praktisch veranlagte Frau war und in der Klemme ein landwirtschaftliches Mustergut einrichten ließ. In den Hungerjahren des Dreißigjährigen Krieges unterstützte die Herzogin aus den erwirtschafteten Naturalien die darbende Eisenacher Stadtbevölkerung. Von ihr erwarb der nachfolgende Herzog Adolf Wilhelm die Klemme als Marstall. Nach dem Ende der Eisenacher Herzöge übernahm die Stadtverwaltung auch die restlichen Gebäude und erweiterte nochmals das Gefängnis. Zugleich wurde die Anlage weiter entfestigt und die Wassergräben Zug um Zug verfüllt.

### Kaserne und Garnison
Ihre letztmalige Umnutzung erlebte die einstige Zwingburg als der Großherzog von Sachsen-Weimar-Eisenach die Gebäude notdürftig zur ersten Eisenacher Kaserne umbauen ließ, die Eisenacher Garnison bestand an diesem Ort jedoch nur noch bis 1870, die leerstehende Klemme wurde inzwischen vom Eisenacher Mäzen Baron Julius von Eichel-Streiber erworben, die Gebäude abgerissen und ab 1878 an gleicher Stelle das Eisenacher Theater erbaut.

## Bauliches

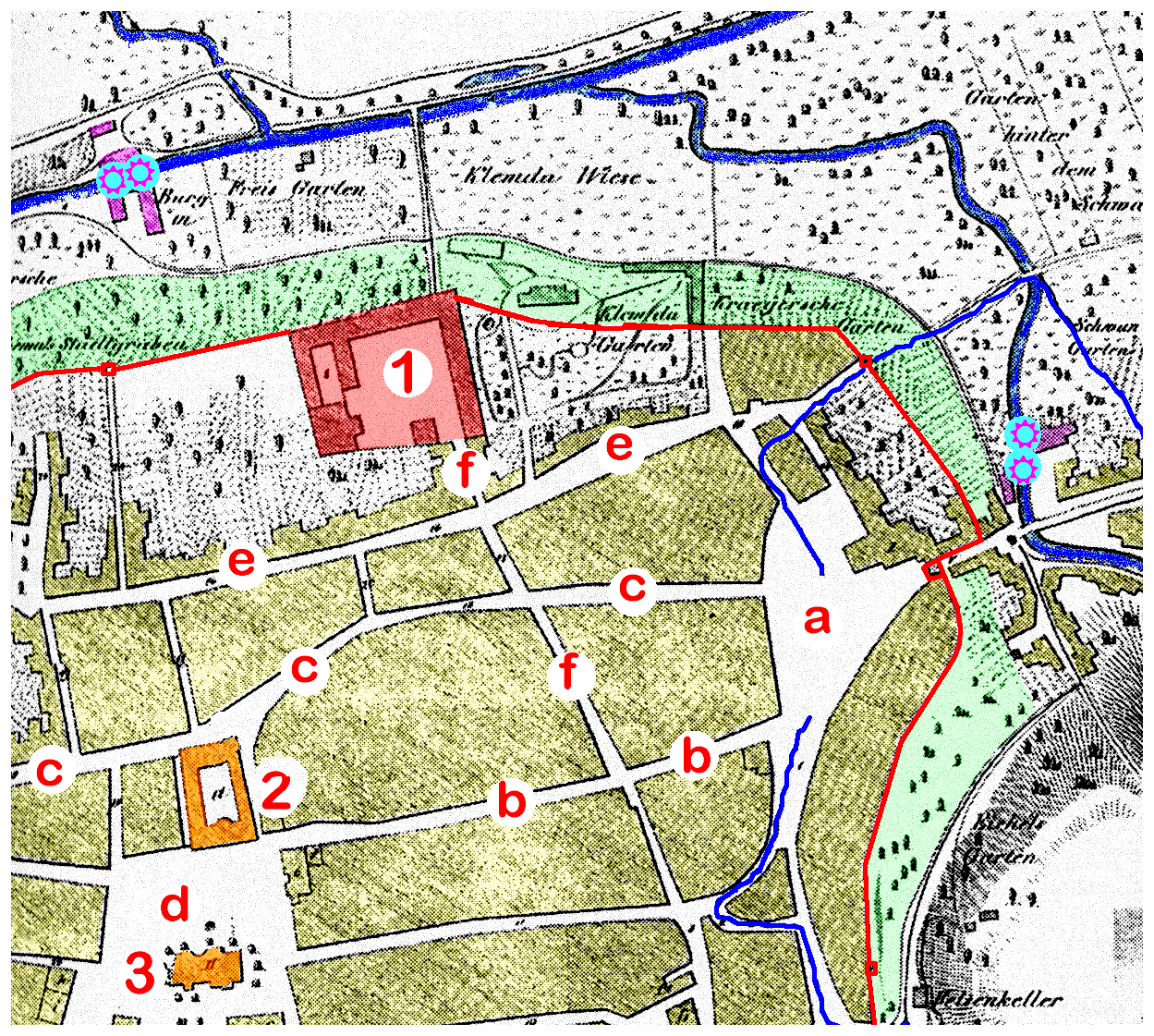
Auszug aus dem Stadtplan Eisenach (1837)

Die Wasserburg hatte eine flächenmäßige Ausdehnung von etwa 150 mal 100 m. Es bestanden durch Tore gesicherte Zugänge zur Stadt und in das nördliche Vorfeld der Stadt. Die Burg besaß einen kastellartigen Aufbau und mindestens einem Turm. An der Ost- und Westmauer der Klemme setzte die nördliche Stadtmauer an. Die Wehrgänge waren aber der Überlieferung nach nicht miteinander verbunden. Der Wassergraben der Burg war Teil der Stadtbefestigung und wurde von der Hörsel und durch Grundwasser gefüllt.
Im nebenstehenden (überarbeiteten) Auszug eines Eisenacher Stadtplanes aus dem 19. Jahrhundert ist die Klemme noch als Gebäudekomplex vorhanden, im Plan bedeuten:
(1) Die Eisenacher Garnison, zuvor Burg Klemme, (2) das Stadtschloss, (3) St. Georgen, (a) Karlsplatz (Sonnabendsmarkt), (b) Karlstraße (Judengasse), (c) Alexanderstraße (Untergasse), (d) Markt (Mittwochsmarkt), (e) Sophienstraße (Kleiner und Großer Ackerhof), (f) Querstraße (Salzgasse).